# 펄프 픽션
《펄프 픽션》(영어: Pulp Fiction)은 1994년 미국에서 만든 독립 영화로서 범죄 코미디 영화이며, 쿠엔틴 타란티노가 감독한 두 번째 영화다. 그해 프랑스 칸 국제 영화제에서 황금 종려상을 받았다. 작품 제목은 20세기 초 미국에서 유행하던 싸구려 잡지를 부르던 말인 "펄프 매거진"(pulp magazine)에서 가져왔다. 뒤죽박죽 독특한 시간적 구성과 그라인드하우스 시절 B급 영화에 관한 재현을 선보여 탁월한 작품이라는 평가를 받았다. 존 트래볼타가 이 작품으로 재기하고 우마 서먼이 명성을 얻게 되었다.

## 줄거리

### 스토리 구조
펄프 픽션 줄거리는 일반적인 시간의 순서를 따르지 않으며, 총 세 가지 이야기가 서로 엮인 구조다. 첫 번째 이야기는 갱단 청부살인업자 빈센트 베가가 주인공으로 나서며, 두 번째 이야기에서는 프로권투선수 부치 쿨리지가, 세 번째 이야기는 빈센트의 동료인 줄스 윈필드가 주인공으로 묘사된다.
영화는 식당에서 강도로 잠입한 어느 커플을 조명한 것으로부터 출발하여 빈센트, 줄스, 부치 이야기를 다룬다. 극 후반부에서는 맨 처음덤 식당에서 벌어진 이야기로 돌아간다. 시퀀스별로 따지면 총 일곱 챕터로 나뉘며, 제목이 붙은 자막상으로는 총 세 개 챕터로 구분한다. 그 목록은 다음과 같다.
1. "프롤로그 - 식당" (1)
2. "빈센트 베가와 마설리스 월러스의 아내"의 서막
3. "빈센트 베가와 마설리스 월러스의 아내"
4. "황금시계"의 서막 (1 – 회상 장면, 2 – 현재 장면)
5. "황금시계"
6. "보니의 상황"
7. "에필로그 - 식당" (2)

이들 일곱 시퀀스를 시간 순서대로 나열하자면 4-1번, 2번, 6번, 1번, 7번, 4-2번, 3번, 5번 순서다. 1번과 7번 시퀀스는 일부 중복 전개가 있으며 서로 다른 시각에서 진행한다. 2번과 6번 시퀀스도 그와 마찬가지다. 필립 파커에 따르면, 이러한 이야기 구조를 취한 게  "순환한는 사건이 시작과 끝을 장식하고, 각 에피소드마다 담긴 요소를 내러티브 내내 언급하게끔 만든, 일종의 에피소드식 내러티브"라고 한다. 다른 논문에서도 펄프 픽션 이야기 구조가 "순환식 내러티브"로 일컫는 경우가 보인다.

### 줄거리 요약
청부살인업자 줄스 윈필트와 빈센트 베가는 갱스터 보스인 마설리스 월러스로부터 "사업파트너 브레트에게서 서류가방을 되찾아오라"는 지시를 받고 아파트를 나선다. 두 사람은 브레트가 머무는 곳에 들이닥치고 빈센트가 서류가방의 내용물을 확인한다. 줄스는 브레트의 동료 중 한 명을 사살한 다음, 마설리스를 배신하려 했다는 이유로 브레트를 살해하기 전 성경의 한 구절을 읊는다. 두 사람은 브레트를 함께 가차없이 쏴 죽이고는 서류가방을 챙겨 마설리스에게 전달하러 간다. 하지만 마설리스는 복싱챔피언 부치 쿨리지에게 다가오는 경기에서 일부러 지도록 매수 작업을 하고 있었기에 잠시 짬이 나게 된다.
다음날, 빈센트는 마약 딜러 랜스로부터 헤로인을 구매한다. 약을 투여한 그는 사전약속대로 마설리스가 출장간 사이 그의 아내 미아를 만나 차로 픽업하고, 1950년대 컨셉의 레스토랑 '잭 래빗 슬림스'로 향한다. 그곳에서 트위스트춤 대회에 참가해 우승 트로피를 쥐고 귀가한 두 사람. 빈센트가 화장실에 간 사이, 그가 챙겨뒀던 헤로인을 발견한 미아가 코카인으로 오해하고는 들이마셨다가 과다복용으로 쓰러진다. 빈센트는 미아를 데리고 랜스네 집으로 달려가서 가슴에 아드레날린 주사를 꽂아 가까쓰로 되살려낸다.
부치는 마설리스의 제안을 마다하고 경기에서 승리하는 것에 모자라 상대방을 실수로 죽여버리고 만다. 갱스터의 감시를 피해 모텔로 향한 부치와 그의 여자친구 파비안은 조심스레 도피할 준비를 한다. 이때 파비안이 실수로 부치가 아버지로부터 물려받은 소중한 황금시계를 두고왔다는 사실이 밝혀지고, 부치는 불같이 화를 내며 시계를 챙기러 아파트로 돌아간다. 집안에 들어선 부치는 부엌 카운터에 왠 MAC-10 한 정이 놓여져 있는 것을 발견하고, 화장실 변기물이 내려가는 소리를 듣는다. 문이 열리자 나타난 것은 부치를 죽이러 온 빈센트였고, 부치는 그 자리에서 총을 격발해 처치한 다음 한쪽 구석에 내버려두고 도망간다.
차를 타고 전속력으로 달리던 부치가 신호에 걸려 정차하는 사이, 마침 횡단보도를 건너던 마설리스가 부치를 포착하고 달려든다. 서로 쫓고 쫓기던 두 사람은 어느 전당포 안에 들어가게 되는데, 그 집 주인인 메이너드가 총부리를 겨누고 협박하여 지하실에 포박당한 처지가 된다. 알고보니 게이 강간범이었던 메이너드는 경비원 제드와 함께 마설리스를 다른 방으로 데려가 강간하기 시작한다.

## 출연진
| 배우                 | 배역             |
| -------------------- | ---------------- |
| 존 트래볼타          | 빈센트 베가      |
| 새뮤얼 L. 잭슨       | 줄스 윈필드      |
| 브루스 윌리스        | 부치 쿨리지      |
| 마리아 데 메데이로주 | 파비안           |
| 하비 카이텔          | 윈스턴 울프      |
| 우마 서먼            | 미아 월리스      |
| 팀 로스              | 펌프킨 링고      |
| 어맨다 플러머        | 허니 버니 욜란다 |
| 에릭 스톨츠          | 랜스             |
| 빙 레임스            | 마설리스 윌스    |
| 로재나 아켓          | 조디             |
| 스티브 부세미        | 버디 홀리        |
| 크리스토퍼 워컨      | 캡틴 쿤스        |
| 피터 그린            | 제드             |
| 두에인 휘터커        | 메이너드         |
| 줄리아 스위니        | 라켈             |
| 브래드 파커          | 제리 루이스      |
| 쿠엔틴 타란티노      | 지미 디믹        |

## 사운드 트랙

### 수록된 곡 목록
1. "Pumpkin and Honey Bunny (dialogue) / 미설루" – 2:27
2. "Royale with Cheese" (dialogue) – 1:42
3. "정글 부기" – 3:05
4. "렛츠 스테이 투게더" – 3:15
5. "Bustin' Surfboards" – 2:26
6. "Lonesome Town" – 2:13
7. "신부님의 남자" – 2:25
8. "Zed's Dead, Baby (dialogue) / Bullwinkle Part II" – 2:39
9. "Jackrabbit Slim's Twist Contest (dialogue) / 유 네버 캔 텔" – 3:12
10. "걸, 유윌 비 어 우먼 순" – 3:09
11. "If Love Is a Red Dress (Hang Me in Rags)" – 4:55
12. "Bring Out the Gimp (dialogue) / Comanche" – 2:10
13. "플라워즈 온 더 월" – 2:23
14. "Personality Goes a Long Way" (dialogue) – 1:00
15. "서프 라이더" – 3:18
16. "Ezekiel 25:17" (dialogue) – 0:51

## 수상
| 연도   | 상                | 부문       | 후보                           | 결과 |
| ------ | ----------------- | ---------- | ------------------------------ | ---- |
| 1994년 | 1994년 칸 영화제  | 황금종려상 | 《펄프 픽션》                  | 수상 |
| 1994년 | 제67회 아카데미상 | 작품       | 로런스 벤더                    | 후보 |
| 1994년 | 제67회 아카데미상 | 감독상     | 쿠엔틴 타란티노                | 후보 |
| 1994년 | 제67회 아카데미상 | 남우주연상 | 존 트래볼타                    | 후보 |
| 1994년 | 제67회 아카데미상 | 남우조연상 | 새뮤얼 L. 잭슨                 | 후보 |
| 1994년 | 제67회 아카데미상 | 여우조연상 | 우마 서먼                      | 후보 |
| 1994년 | 제67회 아카데미상 | 편집상     | 샐리 멘케                      | 후보 |
| 1994년 | 제67회 아카데미상 | 각본상     | 쿠엔틴 타란티노, 로저 에이버리 | 수상 |

## 한국어 더빙 성우진(KBS) (1997년 6월 7일)
- 이규화 - 빈센트(존 트라볼타)
- 유해무 - 줄스(사무엘 L. 잭슨)
- 이정구 - 부치(브루스 윌리스)
- 강희선 - 미아(우마 서먼)
- 임성표 - 마르셀러스(빙 라메스)
- 이윤선 - 울프(하비 케이틀) / 메이나드(두에인 휘터커)
- 김옥경 - 파비안(마리아 드 메데이로스)
- 최병상 - 랜스(에릭 스톨츠)
- 강구한 - 지미(쿠엔틴 타란티노)
- 이진화 - 허니 버니(아만다 플러머) / 조디(로잔나 아퀘트)
- 김익태 - 펌킨(팀 로스) / 제드(피터 그린)
- 오인성 - 폴(폴 칼데론)
- 김순영 - 에스메랄다(안젤라 존스)
- 김일 - 브레트(프랭크 월리)
- 김소형 - 마빈(필 라마) / 버디 홀리(스티브 부세미) / 쿤스(크리스토퍼 월켄)

## 같이 보기
- 살인자들 (헤밍웨이의 소설)
- 살인자들 (1946년 영화)